# André Blusset
André Alfred Blusset (* 17. Januar 1904 in Villard-de-Lans; † 17. Juli 1994 ebenda) war ein französischer Skilangläufer.
André Blusset nahm bei den Olympischen Winterspielen 1924 in Chamonix im 50-Kilometer-Rennen teil. Dabei startete er dank seiner Startnummer eins als erster Athlet in der olympischen Geschichte bei einem Skilanglaufwettkampf, konnte jedoch sein Rennen nicht beenden.